# John F. Seymour

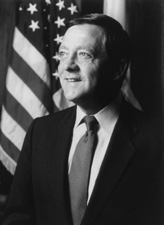
John F. Seymour

John F. Seymour (* 3. Dezember 1937 in Chicago, Illinois) ist ein US-amerikanischer Immobilieninvestor und Politiker (Republikanische Partei), der den Bundesstaat Kalifornien im US-Senat vertrat.

## Leben
John Seymour erhielt seine Schulbildung in Mount Lebanon (Pennsylvania). Von 1955 bis 1959 diente er im United States Marine Corps. 1962 machte er seinen Abschluss an der University of California in Los Angeles. Danach betätigte er sich bis 1981 als Grundstücksmakler, in der Immobilienverwaltung und im Treuhändergewerbe. 1980 wurde er Präsident der kalifornischen Immobilienmakler-Vereinigung.

## Politische Laufbahn
Von 1974 bis 1978 war Seymour Mitglied des Stadtrates von Anaheim; danach amtierte er bis 1982 als Bürgermeister dieser Stadt. Ab 1982 saß er dann im Senat von Kalifornien, dem er bis 1991 angehörte. Nachdem US-Senator Pete Wilson am 7. Januar 1991 sein Mandat niederlegt hatte, um Gouverneur von Kalifornien zu werden, ernannte er am selben Tag Seymour zu seinem eigenen Interimsnachfolger; drei Tage später erfolgte die Vereidigung in Washington. Seymour verlor jedoch die Nachwahl um die endgültige Nachfolge Wilsons am 3. November 1992 gegen die Demokratin Dianne Feinstein und schied am 10. November aus dem Kongress aus.
Politisch ist er danach nicht mehr in Erscheinung getreten. Derzeit wohnt Seymour in Indian Wells.

## Belege
1. ↑  CA US Senate – Special Election. In: OurCampaigns.com.

| Personendaten    | Personendaten               |
| ---------------- | --------------------------- |
| NAME             | Seymour, John F.            |
| KURZBESCHREIBUNG | US-amerikanischer Politiker |
| GEBURTSDATUM     | 3. Dezember 1937            |
| GEBURTSORT       | Chicago, Illinois           |